# Правдино (Северо-Казахстанская область)
Правдино (каз. Правдино) — исчезнувшее село в районе Магжана Жумабаева Северо-Казахстанской области Казахстана. Входило в состав Октябрьского сельского округа. Точная дата упразднения не установлена.

## История
Основано в 1923 г. В 1928 г. деревня Правдинка состояла из 23 хозяйств. В составе Суворовского сельсовета Исилькульского района Омского округа Сибирского края. В 1932 году Суворовский сельский совет был перечислен в состав Булаевского района Казахской АССР.

## Население
По переписи 1926 г. в деревне проживало 151 человек (74 мужчины и 77 женщин), основное население — русские.